# 太原铁路学院
參數所指定的目標頁面不存在，建議更正成存在頁面或直接建立下列一個頁面（建立前請先搜尋是否有合適的存在頁面可以取代）：
- 太原铁路机械学校

太原铁路学院是曾位于山西省太原市的一所高等学校。1945年日本投降后学校停办。

## 历史沿革
- 1941年，太原铁路学院在太原东花园成立，后迁至半坡街。学校设普遍科和速成科，招收在职职工和初中或小学毕业生。学生有日本人，也有中国人，毕业后分配到运输生产部门。
- 1945年，日本投降后学校停办。